# Disk z Nebry
Disk z Nebry též známý jako Nebeský disk z Nebry je velmi dobře zachovaný bronzový kotouč o průměru asi 32 cm se zlatými inkrustacemi Slunce, Měsíce a hvězd, který údajně pochází ze starší doby bronzové, patrně ze 16. století př. n. l.. Byl součástí pokladu, nalezeného roku 1999 poblíž městečka Nebra (Sasko-Anhaltsko), asi 60 km západně od Lipska. Byl by to tak jeden z nejvýznamnějších archeologických nálezů poslední doby. Poskytuje také nový náhled na astronomické znalosti a techniky té doby. Tento detektorářský nález ovšem doprovázejí odborné pochybnosti.
Od roku 2002 je disk exponátem Sasko-anhaltského zemského archeologického muzea (Landesmuseum für Vorgeschichte Sachsen-Anhalt) v Halle.

## Popis
Bronzová zhruba kruhová deska o průměru asi 32 cm, uprostřed 4,5 mm a na kraji 1,7 mm silná, váží asi 2 kg. Materiál, slitina mědi a asi 2,5 % cínu, pochází z okolí Salcburku (Rakousko). Na zoxidovaný zelený povrch jsou přitepány zlaté inkrustace, znázorňující patrně sluneční kotouč, měsíční srpek a 30 malých kotoučků, z nichž sedm patrně znázorňuje Plejády. Kromě toho byl stejnou technikou dole znázorněn jakýsi oblouk a na protilehlých okrajích dva zhruba stejné segmenty (levý segment dnes chybí). Zlato pochází patrně ze Sedmihradska. Okraj desky je pravidelně perforován 40 otvory o průměru asi 3 mm.

## Okolnosti nálezu
Nebeský disk byla součástí pokladu, který kromě ní obsahoval bronzové meče, sekery, dláto a zlomky spirálovitých náramků. Nepatrný kousek březové kůry, uvízlý na jednom z mečů, byl radiokarbonovou metodou datován do 16. století př. n. l.
Poklad objevili dva hledači pokladů s detektorem v červenci 1999. Při svém nelegálním kopání zničili nejen nálezovou situaci, ale lopatkou poškodili také disk samotný. Protože podle zákona jsou archeologické nálezy na území Sasko-Anhaltska majetkem státu, nález zatajili a prodali na černém trhu za 31 tisíc marek. Dealer pak v roce 2000 prodal Nebeský disk soukromým sběratelům za 230 tisíc marek a ti nález převezli do zahraničí a následně se pokusili prodat archeologickému ústavu za 700 tisíc marek. Pracovníci muzea v Halle na případ upozornili německou policii, která překupníky zadržela a Nebeský disk byl pak zajištěn dne 23. února 2002 při policejní razii ve Švýcarsku. Následným šetřením byli vypátráni všichni překupníci i oba detektoráři, kteří výměnou za snížení trestu archeologům prozradili místo nálezu.
Německé soudy v roce 2003 potrestaly překupníky pokutou 5000 Euro respektive 150 hodinami veřejně prospěšných prací. Detektoráři byli odsouzeni k trestu vězení v trvání 4 a 10 měsíců. Proti rozsudku se odvolali a dokonce zpochybnili pravost nálezu, aby se vyhnuli trestu za krádež archeologické památky. Po důkladném zkoumání, na němž se podíleli archeologové, chemici i kriminalisté několika zemí, se podařilo doložit, že jednotlivé předměty pokladu pocházejí z téhož místa (vrch Mittelberg v pohoří Ziegelrodský les, odkud pochází mnoho archeologických nálezů) a byly uloženy ve stejnou dobu. Bronz všech předmětů vykazuje podobné složení. Odvolací soud proto následně v roce 2005 délku trestu oběma pachatelům navýšil.
Poprvé byl nález publikován roku 2002.

## Historie disku
Podrobné zkoumání ukázalo, že před uložením prošel disk několika proměnami. Vzhledem k tomu někteří vědci předpokládají, že byl původně vyroben někdy mezi roky 2100 př. n. l. a 1700 př. n. l..
- V prvé fázi nesl jen inkrustované Slunce (nebo úplněk?), Měsíc a hvězdy a nebyl na okraji perforován.

- Ve druhé fázi přibyly oba segmenty na okraji desky, o nichž se soudí, že sloužily k určování roční doby, slunovratů a rovnodenností. Když se deska správně orientovala na blízký vrcholek Brocken, určoval segment rozptyl možné polohy východu a západu Slunce (82 stupňů) a dalo se tedy podle něho zjistit, jak se blíží slunovrat nebo rovnodennost. Pokud tato domněnka platí, plnila by deska podobnou úlohu jako patrně některé kamenné stavby ze starších dob.

- Ve třetí fázi přibyl dolní oblouk, jehož smysl není patrný. Někteří soudí, že by mohl znázorňovat „sluneční bárku“, jak je známa z jiných oblastí. Pravděpodobnější ovšem je, že se jedná o Mléčnou dráhu.

- Konečně dostala deska perforace na okraji, které snad sloužily k upevnění nebo přišití.

Materiál (zlato) jednotlivých fází vykazuje rozdílné složení.

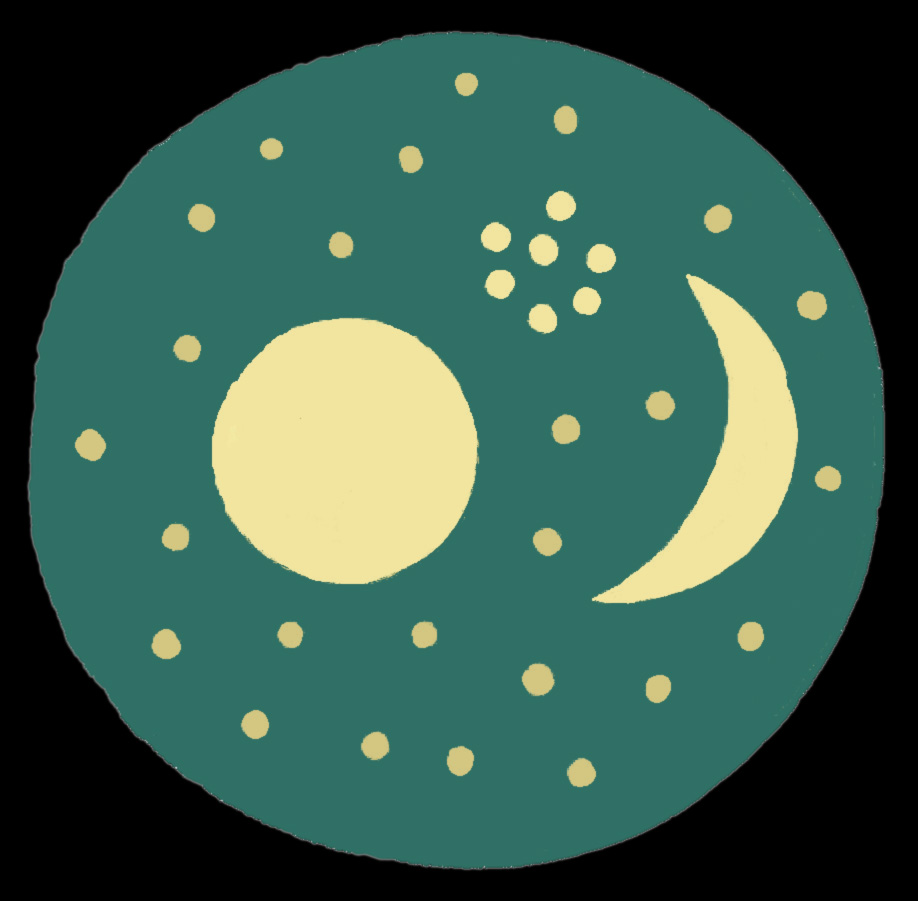
1) Vlevo Slunce (nebo úplněk), vpravo přibývající Měsíc a nahoře mezi nimi shluk Plejád.
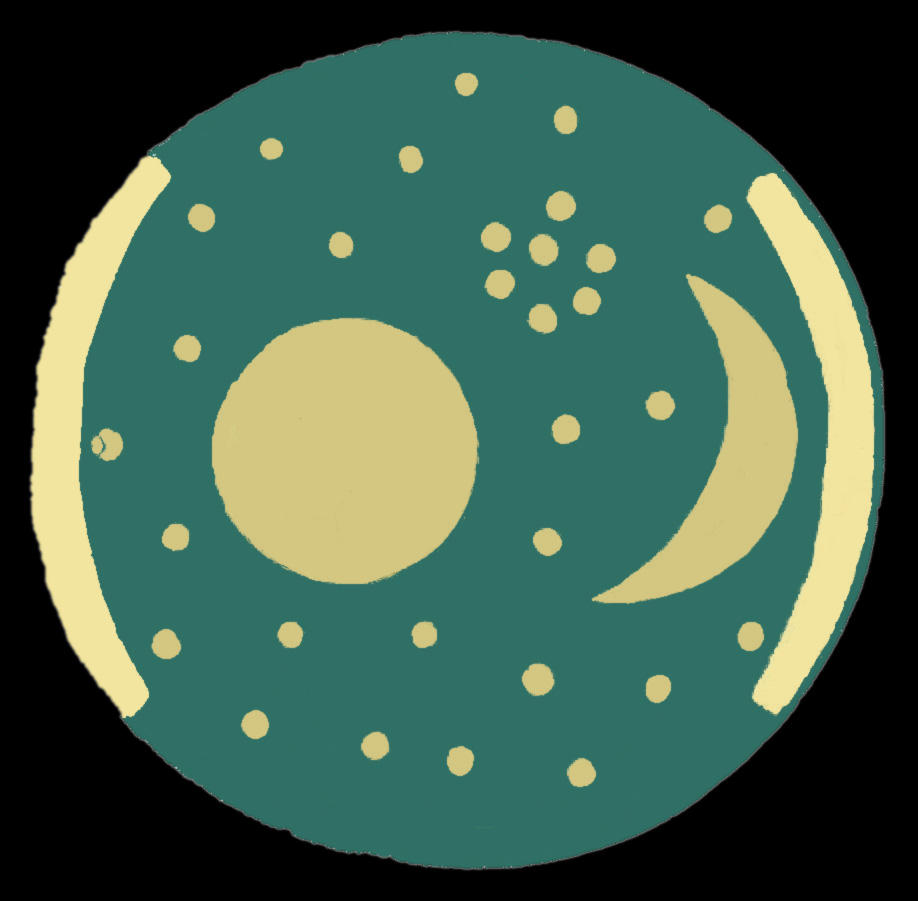
2) Přibyly segmenty na obou okrajích, několik hvězd bylo přemístěno nebo zakryto.
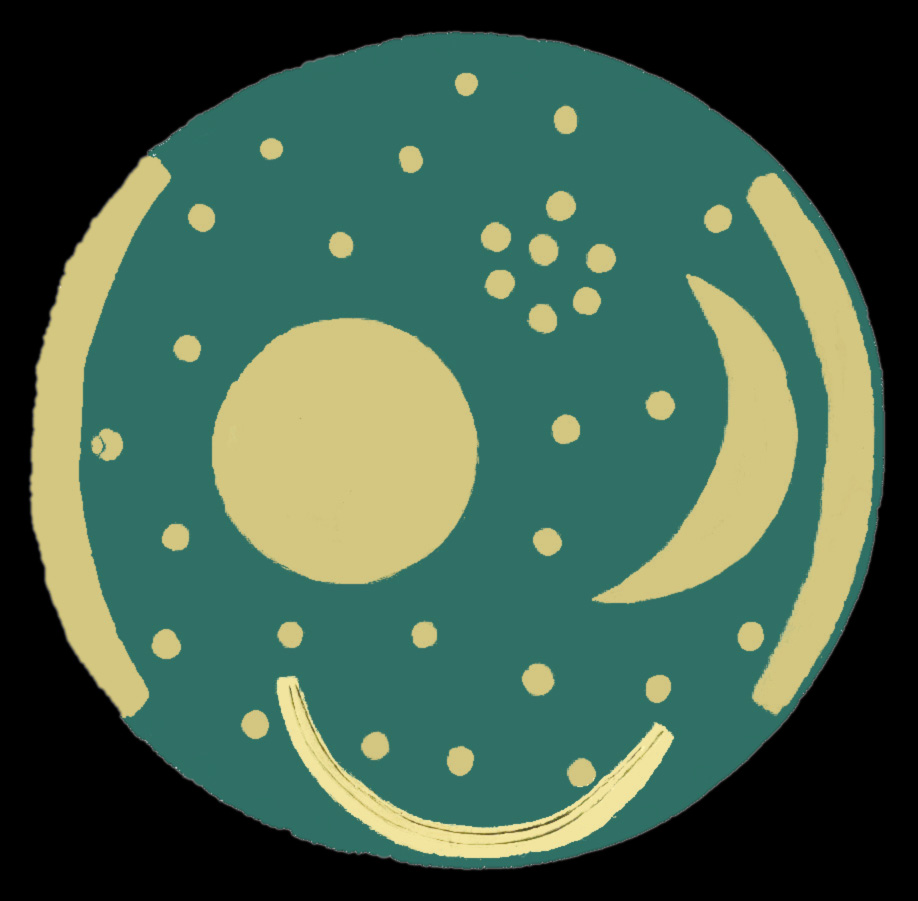
3) Přibyla „sluneční bárka“ dole.
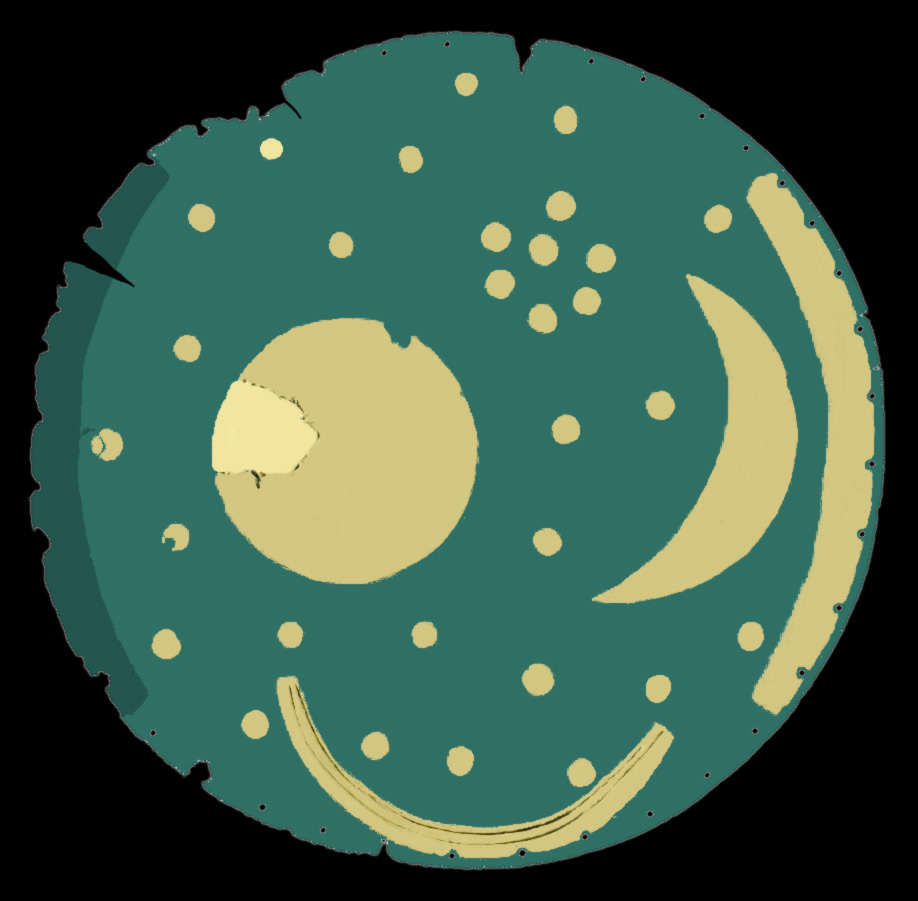
4) Schéma disku v současné podobě (po opravě).

## Účel a význam disku
Na rozdíl od dalších předmětů, mečů a seker, které odpovídají jiným nálezům z této doby a prostředí (tzv. Únětické kultury), astronomický disk z Nebry je zcela jedinečný a není tedy snadné zjistit, k čemu sloužil. Britský archeolog Harrison zpočátku dokonce pochyboval o jeho pravosti. Překvapivá je jak technická dokonalost provedení, tak i prostota tvarů. Je-li výklad druhé fáze správný, svědčí o nečekané vyspělosti astronomických znalostí, jaké se v této době dají doložit snad jen ve starověkém Egyptě a Babylonii. Na druhé straně původní podoba tomuto účelu nesloužila a o určení lze jen spekulovat. Toho se ihned ujali různí lovci záhad a senzací. Vědci se shodují jen v tom, že disk není import, nýbrž že byl vyroben někde ve Střední Evropě a že patrně sloužil rituálním a reprezentačním účelům.